# Ренн Шмідт
Мелінда Ренн Шмідт (нар. 18 лютого 1983, Лексінгтон, Південна Кароліна, США) — американська акторка. Найвідоміша  головною роллю інженерки НАСА, керівниці польотів, а пізніше очільниці НАСА Марго Медісон у науково-фантастичному космічному драматичному серіалі Apple TV+ «Заради всього людства».
Також знана як Джулія Сагорскі в драматичному серіалі Підпільна імперія (2012—2013), агентка КДБ Кейт у шпигунському драматичному серіалі Американці (2014), докторка Айріс Кемпбелл у трилері «В полі зору» (2014—2016), і Меган Голтер в серіалі жахів «Ізгой» (2016—2018). Серед її ролей у кіно — фільм жахів «Збереження» (2014), біографічна драма «Я побачив світло» (2015), військовий фільм «13 годин: Таємні воїни Бенгазі» (2016), романтична комедія «Добрий католик» (2017) та науково-фантастичний фільм жахів «Ноу» (2022).

## Ранні роки
Мелінда Ренн Шмідт народилася в Лексінгтоні, Південна Кароліна. Відвідувала середню школу-інтернат South Carolina Governor's School for the Arts & Humanities у Грінвіллі, закінчивши перший драматичний клас у 2001 році. Пізніше відвідувала школу мистецтв Медоуз Південного методистського університету в Юніверсіті Парк, штат Техас, який закінчила з відзнакою в 2005 році, отримавши ступінь бакалавра театрознавства та історії. 2003 року вона зіграла роль у виставі Джорджа Ф. Вокера «Небеса» в Далласському театрі Kitchen Dog. Шмідт переїхала до Нью-Йорка, щоб стажуватися в Оф-Бродвейській театральній компанії, і працювала на трьох роботах, коли почала проходити прослуховування на акторські ролі.

## Кар'єра
У 2006 році театр Жана Кокто вперше затвердив Мелінду Шмідт у виставу «Собачник». Вона була дублеркою у національному турі вистави за п'єсою Едварда Олбі «Хто боїться Вірджинії Вульф?», у головних ролях Білл Ірвін і Кетлін Тернер, режисер Ентоні Пейдж. Ця роль привела до того, що вона знайшла агента і з'явилася на телебаченні в серіалах NBC «Закон і порядок» і «3 фунти» на CBS у 2006 році. Вона з'явилася в головній ролі вистави «Сіва» в Ірландському репертуарному театрі в 2007 році, а потім була дублеркою у відновленні «Повернись, маленька Шеба» на Бродвеї. 2009 року Шмідт з'явилася за межами Бродвею в театрі Гарольда Клармана в ролі Клеопатри в «Цезарі і Клеопатрі», в театрі «Черрі Лейн» в «Джейлбайт» і в регіональному «Доказі» на сцені Кейп-Мей.
Шмідт дебютувала в кіно в документальному фільмі «Клієнт 9: Злет і падіння Еліота Спітцера» 2010 року, зігравши повію, яка відмовилася з'являтися перед камерою. Того року вона зіграла ролі в серіалі NBC «Мерсі» та в п'єсі «Примарний вбивця» про Вбивства при місячному сяйві Тексаркани 1946 року. Шмідт дебютувала в повнометражному кіно в комедійній драмі «Мій придуркуватий брат» з Полом Раддом, Елізабет Бенкс і Зоуї Дешанель у головних ролях, прем'єра якої відбулася на кінофестивалі «Санденс» у 2011 році. Вона також брала участь у п'єсі «Будь хорошою маленькою вдовою» в театрі Ars Nova та у «Темпоральних силах» Терези Діві в Манхеттенському театрі Mint у 2011 році. 2012 року Шмідт стала постійною акторкою кримінальної драми HBO епохи сухого закону «Підпільна імперія», зігравши Джулію Сагорскі. Вона також зіграла Рут Аткінс у виставі за п'єсою Юджина О'Ніла «За горизонтом» в Ірландському репертуарному театрі.
Шмідт повернулася в театр Mint у 2013 році, щоб зіграти головну героїню в «Кейті Рош» Терези Діві, і знялася разом з Джоном Туртурро в ролі Хільди Вангель в «Будівничому Сольнесі» Генріка Ібсена в театрі Harvey. 2014 року вона зіграла кілька ролей на телебаченні. Вона зіграла Кейт, куратора КДБ, у серіалі від FX "«Американці» протягом шести епізодів. Вона також зіграла Дженну Олсон у фільмі «Тиран» і доктора Айріс Кемпбелл у фільмі «В полі зору». Шмідт знялася разом з Аароном Стейтоном і Пабло Шрайбером у фільмі-трилері жахів «Збереження» 2014 року, який зняв режисер Крістофер Денгем і прем'єра якого відбулася на кінофестивалі Трайбека. Потім вона з'явилася у 2015 році в біографічному фільмі про Генка Вільямса «Я бачив світло» з Томом Гіддлстоном та Елізабет Олсен у головних ролях. Вона зіграла Боббі Джетт, яка мала нетривалі стосунки з Вільямсом і народила від нього дочку Джетт Вільямс.
У 2016 році Шмідт зіграла роль разом із Джоном Красінскі у фільмі Майкла Бея «13 годин: Таємні воїни Бенгазі», який описує напад на Бенгазі в Лівії 2012 року. Вона також приєдналася до акторського складу драматичного серіалу Cinemax «Вигнанець», заснованого на графічному романі Роберта Кіркмана про одержимість демонами. Шмідт знялася з Денні Гловером та Джоном К. Макгінлі в незалежній романтичній комедії «Добрий католик». Шмідт грає головну роль в оригінальному серіалі Заради всього людства (з 2019), який досліджує альтернативну історію — Радянський Союз досяг Місяця раніше Сполучених Штатів, що призвело до того, що Космічна гонка продовжується. В серіалі Шмідт грає центральну роль інженерки НАСА Марго Медісон.

## Фільмографія

### Кіно
| Рік  | Назва                          | Роль             | Примітки        |
| ---- | ------------------------------ | ---------------- | --------------- |
| 2010 | Намисто                        | Єлизавета        | короткометражка |
| 2011 | Джавеліна                      | Кеті             |                 |
| 2011 | Наш придуркуватий брат         | Бет              |                 |
| 2013 | Як стежити за незнайомцями     | Шеллі            |                 |
| 2014 | Збереження                     | Віт Нірі         |                 |
| 2014 | Мері і Луїза                   | Марлен Дітріх    | короткометражка |
| 2015 | Я побачив світло               | Боббі Джетт      |                 |
| 2016 | 13 годин: Таємні воїни Бенгазі | Беккі Сільва     |                 |
| 2017 | Хороший католик                | Джейн            |                 |
| 2022 | Ноу                            | Бурштиновий парк |                 |
| 2023 | Дівчинка Шпак                  | Хайді Старлінг   |                 |
| 2025 | Нюрнберг                       | Елсі Дуглас      |                 |

### Телебачення
| рік        | Назва                                    | Роль                    | Примітки                                                                           |
| ---------- | ---------------------------------------- | ----------------------- | ---------------------------------------------------------------------------------- |
| 2006       | Закон і порядок                          | Джилл Карілья           | Епізод «Звільнення»                                                                |
| 2006       | 3 фунти                                  | Студентка               | Епізод «Зупинка серця»                                                             |
| 2010       | Милосердя                                | Сара                    | Епізод «Чи можемо ми поговорити про гігантського слона в машині швидкої допомоги?» |
| 2010       | Клієнт 9: Зліт і падіння Еліота Спітцера | Ангеліна                | Документальний фільм                                                               |
| 2011       | Тіло як доказ                            | Рена Телбот             | Епізод «Пропав безвісти»                                                           |
| 2012       | Блакитна кров                            | Анна Гудвін             | Епізод «День матері»                                                               |
| 2012—2013  | Підпільна імперія                        | Юлія Сагорська Борона   | Повторювана роль                                                                   |
| 2014       | Американці                               | Кейт                    | Повторювана роль                                                                   |
| 2014       | Тиран                                    | Дженна Олсон            | Повторювана роль                                                                   |
| 2014       | Незабутнє                                | Вікі Вілсон             | Епізод «Прийом»                                                                    |
| 2014—2016  | В полі зору                              | Доктор Айріс Кемпбелл   | Повторювана роль                                                                   |
| 2016       | Ізгой                                    | Меган Голтер            | Головна роль                                                                       |
| 2018       | Загрозлива вежа                          | Діана Марш              | Головна роль                                                                       |
| 2018       | Елементарно                              | Елорі                   | 2 епізоди («You've Come a Long Way, Baby»; «The Last Bow»)                         |
| 2019—н. ч. | Заради всього людства                    | інженерка Марго Медісон | Головна роль                                                                       |
| 2023       | Обвинувачений                            | Брітні Томс             | Епізод «Історія Джека»                                                             |